# إم كيو-1 بريداتور

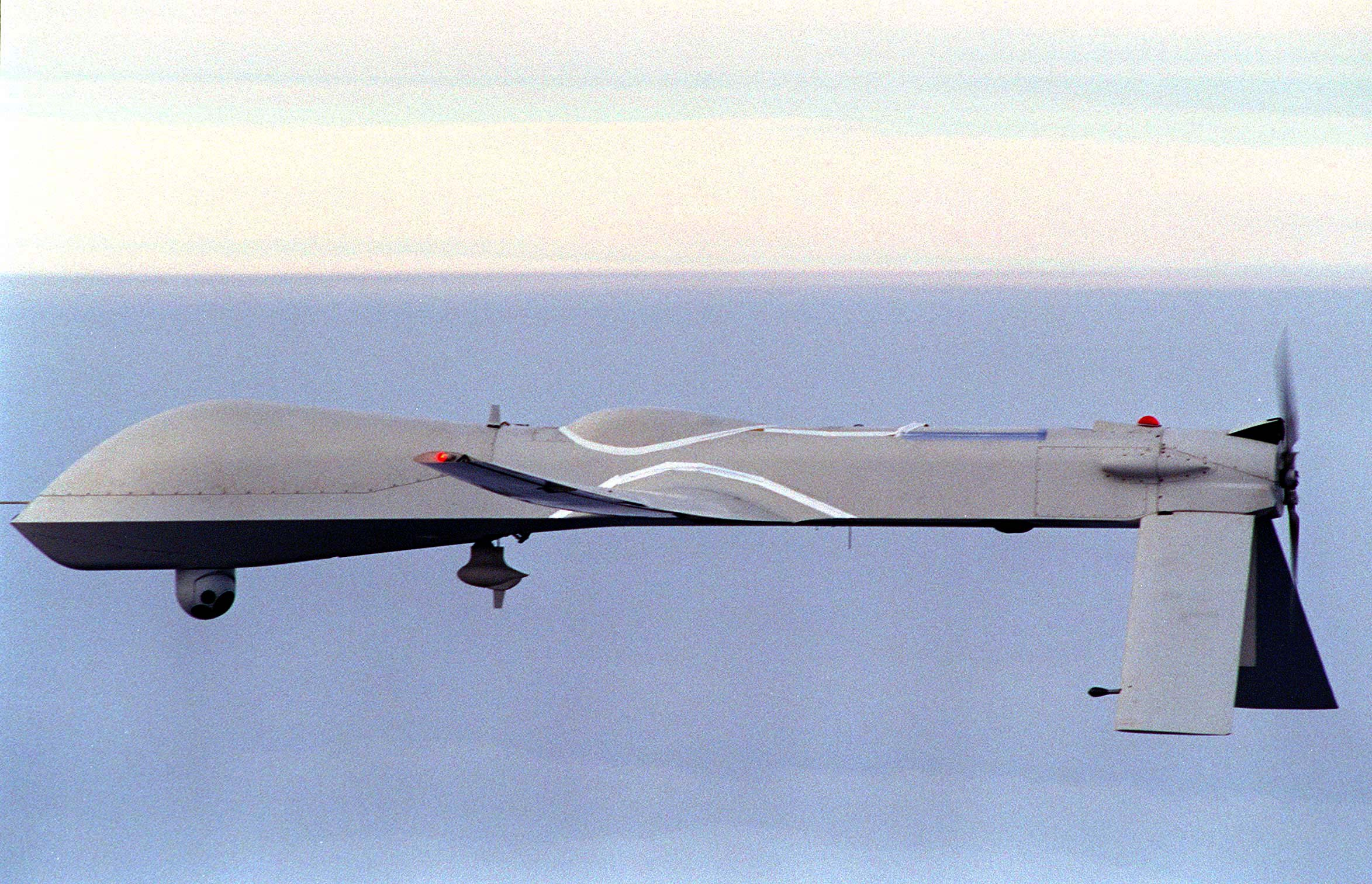
بريداتور، طائرة حربية بدون طيار.

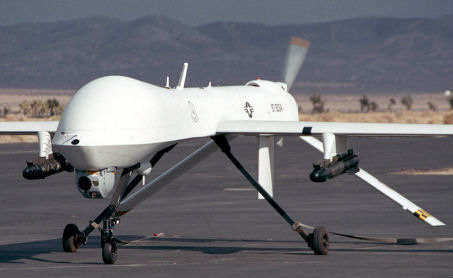

البريداتور هي طائرة بدون طيار صنعتها شركة جنرال اتوميكس لسلاح الجو الأمريكي. طاقم الطائرة (ليسوا على متن الطائرة) يتألف من 82 شخصا وذلك لمهمة تتراوح 24 ساعة. وهي تحتاج إلى «طيار» أو قائد على الأرض وشخصين للتعاطي مع المعطيات الآتية من أجهزة القياس.

يتم التحكم في البريدتور عن طريق محطة أرضية متصلة مع الطائرة عن طريق الساتل بذبذبة HF طولها 6.25 مترا وعن طريق الـ C Band. والطائرة مزودة بآلات تصوير للرؤية في النهار وكذلك في الليل مع أجهزة قياس الأشعة تحت الحمراء كما أنها مزودة بـكاشوف (رادار)

## RQ-1 Predator
وهي للمراقبة أو للتجسس فقط.

## MQ-1 Predator
هذا النوع من البريداتور يمكن استعماله لمهام مراقبة فحسب كما يمكن استعماله في مهام قتالية فهي مزودة بمهداف وصاروخين من نوع AGM-114 Hellfire.

## المواصفات

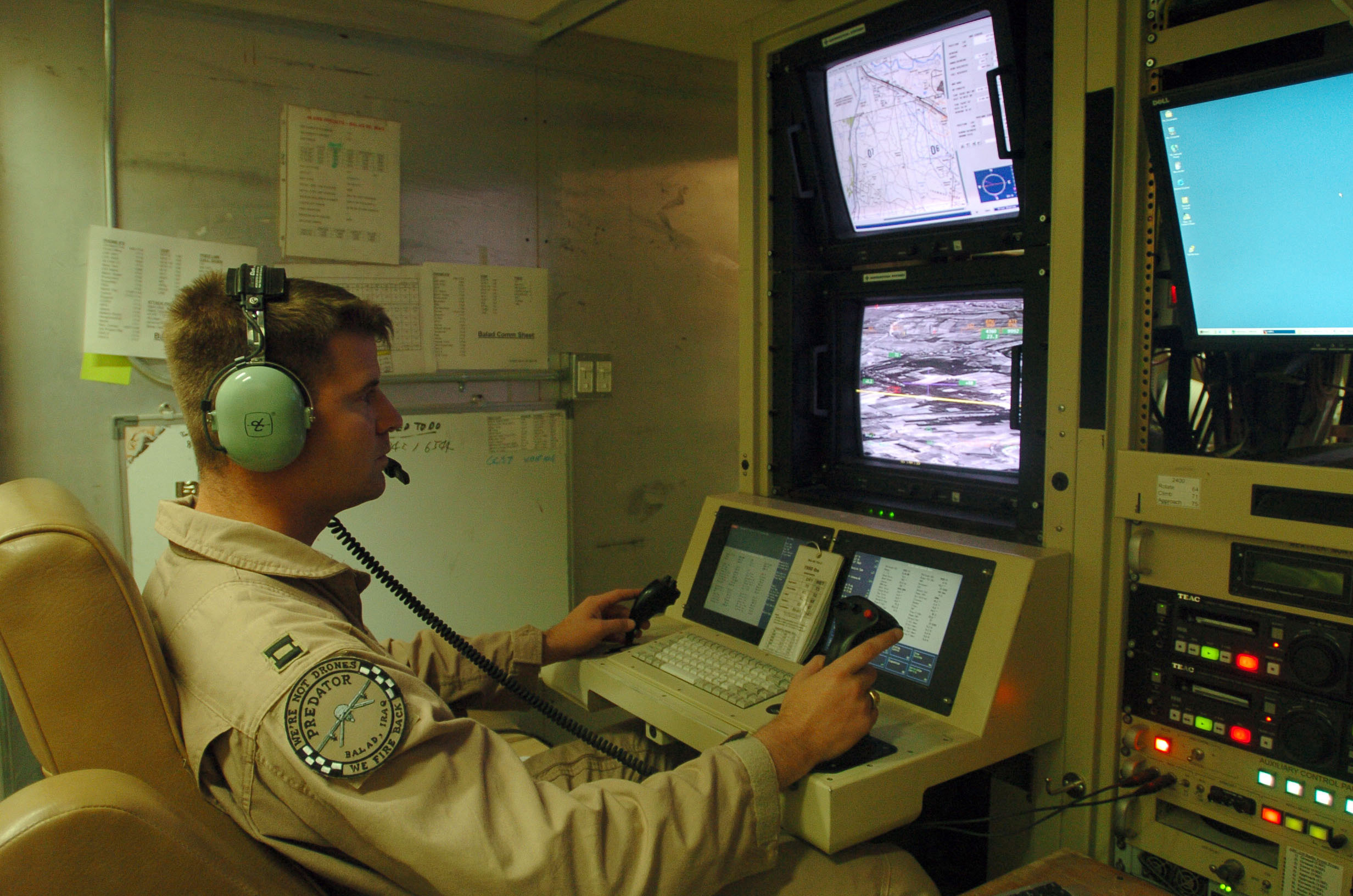
غرفة التحكم.

- المحرك:Rotax 914 بـ 4 أسطوانات قوته 101 حصان.
- الطول:8.22 م.
- الارتفاع:2.1 م.
- الوزن الصافي:512 كغ
- الوزن محملة:1020 كغ
- الحمولة:204 Kg
- طول الأجنحة:14.8 م
- السرعة:70 عقدة تقريبا
- المدى: 1100 كلم
- ارتفاع الطيران:7620 م
- الكلفة:40 مليون دولار

## المستخدمون
- الولايات المتحدة الأمريكية
- تركيا
- إيطاليا
- المملكة المتحدة
- الإمارات العربية المتحدة
- المغرب
- تونس
- المملكة العربية السعودية

## وصلات
- بريداتور MQ-1 (إنجليزي)

## اقرأ أيضا
جنرال اتوميكس
- فالكو إكسبلورر
- إم كيو-9 ريبر
- آر كيو-20 بوما
- سافران باترولر
- كرونشتات أوريون
- استخبارات ومراقبة واكتساب الهدف واستطلاع ISTAR